# Nicolae Gaiduc
Nicolae Gaiduc (* 23. Juli 1996 in Ungheni) ist ein ehemaliger moldauischer Biathlet und Skilangläufer.
Nicolae Gaiduc startete für Clubul Sportiv Central „Dinamo“ Chişinău. Er gab im Biathlon sein internationales Debüt bei den Juniorenrennen der Europameisterschaften 2012 in Osrblie, wo er 61. des Einzels und 66. des Sprints wurde. Ein Jahr später startete er in Obertilliach erstmals bei den Juniorenweltmeisterschaften 2013, bei denen er 103. des Einzels und 93. des Sprints wurde. Bei den Europameisterschaften 2013 in Bansko startete Gaiduc erstmals bei den Männern. Als 54. des Sprints qualifizierte er sich für das Verfolgungsrennen, das er jedoch nicht bestritt. Von 2015 bis zu seinem Karriereende im Jahr 2022 nahm er am IBU-Cup teil. Sein bestes Einzelergebnis erreichte er in Saison 2017/18 in Uwat mit dem 50. Platz im Sprint sowie Einzel. Zudem nahm er an den Biathlon-Europameisterschaften 2014 in Nové Město, an den Biathlon-Europameisterschaften 2017 in Duszniki-Zdrój, an den Biathlon-Europameisterschaften 2018 in Ridnaun, an den Biathlon-Europameisterschaften 2021 in Duszniki-Zdrój und an den Biathlon-Europameisterschaften 2022 am Großer Arber teil. Seine beste Einzelplatzierung dabei errang er im Jahr 2014 mit dem 59. Platz im Einzel.
Im Skilanglauf startete Gaiduc von 2011 bis 2021 in internationalen Rennen, ab 2012 im Balkan Cup sowie ab 2013 bei FIS-Rennen. Bei den Nordischen Skiweltmeisterschaften 2017 in Lahti belegte er den 110. Platz und bei den Nordischen Skiweltmeisterschaften 2019 in Seefeld in Tirol den 119. Rang im Sprint. Bei den Olympischen Winterspielen 2018 in Pyeongchang war Gaiduc Fahnenträger der moldauischen Mannschaft. Dort lief er auf den 102. Platz über 15 km Freistil.